# Малецуньяне (водопад)
Малецуньяне (англ. Maletsunyane Falls) — водопад высотой 192 метра в южноафриканской стране Лесото.

## История
Расположен недалеко от города Семонконг. Водопад находится на реке Малецуньяне и падает с уступа триасово-юрского базальта.
Падающая вода создает звучное эхо, когда касается бассейна водопада, и местная легенда гласит, что этот звук исходит от плача людей, утонувших в водопаде.
В декабре 2017 года австралийский YouTube-канал How Ridiculous установил рекорд по броску баскетбольного мяча с самой высокой точки в мире на водопаде Малецуньяне, что является текущим мировым рекордом.